# کرالی بیمبالوف
کرالی بیمبالوف (بلغاری: Крали Бимбалов؛ ۱ نوامبر ۱۹۳۴ – تاریخ ورودی نامعتبر است) کشتی‌گیر اهل بلغارستان بود.